# Гасан-хан Каджар
Гасан-хан Каджар (азерб. Həsən xan Əmir Məhəmməd xan oğlu Qovanlı-Qacar; 1785, Казвин — 1856, Тегеран) — участник русско-персидской войны (1826—1828). Брат последнего Эриванского хана — Хусейн-хана Каджара.

## История
Сын Мухаммад-хана Каджара, родился в Казвине в 1785 году. Происходил из ветви Гованлы племени Каджаров. В молодом возрасте поступил на службу к Фетх-Али шаху.
Гасан-хан служил в иранской армии и за храбрость был награждён личным мечом Амира Тимура. Согласно двенадцатой статье Туркманчайского мирного договора, 10 февраля 1828 года, он и его брат, как и Карим хан Нахичеванский по указу Николая I были лишены всего имущества.
В 1804 году, когда российские войска решили вторглись в Ереван, к ним присоединился Джафар Кули-хан Хойский. Он объединил десятитысячную пехоту и кавалерию с иранской армией. Гасан-хан, бывший в то время юзбаши, расположил своё войско на возвышенности и погнал российское войско назад. В 1806 году, когда российские войска снова готовились к нападению на Ереван, Хусейн-хан Каджар был назначен сардаром Еревана.
В 1807 году Гасан-хан сменил своего брата на посту по приказу Фетх-Али шаха. В 1808 году российские войска снова двинулись на Ереван. Гасан-хан охранял город вместе с другими полководцами Ирана.
В ходе боевых действий в сентябре и декабре войска генерал-фельдмаршала Гудовича потерпели поражение. В бою 17 ноября того же года было убито 289 российских солдат, тяжело ранено 574, легко ранено 285 человек. Один из семи российских офицеров был убит, четверо тяжело ранены. После этого поражения российский царь отозвал фельдмаршала Гудовича и отправил его в отставку, армия же вернулась в Грузию.
В 1820 году Гасан-хан отправился воевать против османской армии, желавшей захватить Чехричи в Иране, и захватил несколько османских городов, нанеся им большие потери. Год спустя, в 1821 году, турки с 70-ти тысячным войском двинулись к границе Ирана, чтобы вернуть захваченные города и сёла. Принц Аббас-Мирза организовал армию и напал на наместничество, и иранская армия выиграла битву. Сардар Гасан-хан Каджар зарекомендовал себя как хорошего полководца Ирана и получил прозвище «Жёлтый лев» (азерб. Sarı Aslan).
В 1825 году российская сторона заявила, что согласно условиям Гюлистанского договора, озеро Севан, расположенное в пределах Балыглы-Гюней и Еревана, принадлежит им. Проблема обсуждалась между двумя государствами, и для выяснения истины из Еревана был вызван Гасан-хан. На переговорах он резко выступил против требований российский стороны.
В летней операции 1826 года генерал Гасан-хан Каджар штурмом захватил территории Памбаки и магала Шарур. В 1827 году Гасан-хан воевал против российской армии вместе Мустафа ханом Ширванским и правителем Шеки Гусейн ханом. Бои шли уже около Тифлиса. Российская армия оказалась сильнее, и они были вынуждены отступить. В 1827 году один из главнокомандующих российской армии генерал Дойг в ходе русско-персидской войны решил с целью овладения Сардарабадской крепости атаковать Ереван, но столкнувшись с ожесточённым сопротивлением Гасан-хана, вернулся в Талин.
В сентябре 1828 года Наибусселтене Аббас отправил Гасан хана в Ереван оборонять крепость Сардарабад. Генерал Паскевич окружил крепость. Бои были тяжёлыми, двенадцать дней шли непрерывные сражения. В итоге генерал Паскевич захватил Сардарабад и Ерeван, и Гасан-хан попал в плен. Паскевич привез в Тифлис его, Гасым-хана, Фатали-хана, Сувар Кули-хана, Сары-Аслан хана, Мирза-Махмуд Максудлу Астарабади и Гамза-хана Азани. Фельдмаршал Паскевич с ними обращался не как пленниками, а как с полководцами, относился к ним с большим уважением.

### После Туркманчайского договора
10 февраля 1828 года был заключён Туркманчайский договор. Согласно 13-й статьи документа, пленники были возвращены сторонам, таким образом Гасан хан был освобождён и вернувшись в Иран, он стал заниматься другими важными делами. В 1828 году Фетх-Али шах направил Гасан-хана и его брата Хусейн-хана в Хорасан для подавления происходящих там бунтов. Установив порядок в провинции, Гасан-хан до 1830 года занимал там должность, после чего был отозван шахом в Тегеран. На пути в Тегеран он совершил паломничество в святое место Етбат (Ирак).
В 1848 году Гасан хана становится сардаром останов Йезд, Керман и Белуджистан.
Скончался от сердечной болезни в 1855 году в Кермане, был похоронен в городе Наджаф. Имел сына по имени Юсуф-хан.